# ATR-Kinase
ATR (Ataxia telangiectasia and Rad3 related) ist eine Proteinkinase, die an der Messung von DNA-Schäden und an DNA-Reparatur beteiligt ist.